# Söderbärke
Söderbärke är en tätort i Smedjebackens kommun och kyrkby i Söderbärke socken. Orten ligger vid riksväg 66 och har en hållplats på järnvägslinjen Bergslagspendeln (SWB) mellan Ludvika och Fagersta. Namnet Söderbärke anses komma från fornnordiskans barki, som betyder strupe och syftar på förträngningen/sundet mellan södra och norra Barken.

## Befolkningsutveckling
| Befolkningsutvecklingen i Söderbärke 1950–2020          | Befolkningsutvecklingen i Söderbärke 1950–2020 | Befolkningsutvecklingen i Söderbärke 1950–2020 | Befolkningsutvecklingen i Söderbärke 1950–2020 | Befolkningsutvecklingen i Söderbärke 1950–2020 |
| ------------------------------------------------------- | ---------------------------------------------- | ---------------------------------------------- | ---------------------------------------------- | ---------------------------------------------- |
|                                                         |                                                |                                                |                                                |                                                |
| År                                                      |                                                |                                                | Folkmängd                                      | Areal (ha)                                     |
| 1950                                                    | 1950                                           |                                                | 807                                            | ##                                             |
| 1960                                                    | 1960                                           |                                                | 776                                            |                                                |
| 1965                                                    | 1965                                           |                                                | 782                                            |                                                |
| 1970                                                    | 1970                                           |                                                | 917                                            |                                                |
| 1975                                                    | 1975                                           |                                                | 995                                            |                                                |
| 1980                                                    | 1980                                           |                                                | 1 092                                          |                                                |
| 1990                                                    | 1990                                           |                                                | 1 020                                          | 207                                            |
| 1995                                                    | 1995                                           |                                                | 1 011                                          | 208                                            |
| 2000                                                    | 2000                                           |                                                | 976                                            | 208                                            |
| 2005                                                    | 2005                                           |                                                | 939                                            | 208                                            |
| 2010                                                    | 2010                                           |                                                | 924                                            | 208                                            |
| 2015                                                    | 2015                                           |                                                | 973                                            | 302                                            |
| 2020                                                    | 2020                                           |                                                | 1 000                                          | 303                                            |
| Anm.: ## Som tätort/befolkningsagglomeration 1920–1950. |                                                |                                                |                                                |                                                |

## Samhället
Söderbärke kyrka och hembygdsgård ingår i Ekomuseum Bergslagen. I Söderbärke finns även skolan Kyrkskolan med mellan- och högstadie, och en livsmedelsbutik, Bärkehallen. Bärkehallen är en Ica Nära-butik som byggde ut något under år 2012.
I augusti 2015 lades vårdcentralen på orten ned efter ett landstingsbeslut tidigare under året. Men i januari 2016 öppnades vårdcentralen igen i privat regi av Vårdcentral Engelbrekt.
Söderbärke hade ett bankkontor tillhörande Kopparbergs enskilda bank som under 1922 uppgick i Göteborgs bank. År 1919 hade Mälareprovinsernas bank fått tillstånd att öppna kontor i Söderbärke. Denna bank uppgick senare i Svenska Handelsbanken som år 1935 överlät sitt kontor på orten till Göteborgs bank. Götabankens kontor lades ner år 1977. Söderbärke hade även ett sparbankskontor tillhörande Länssparbanken Dalarna, senare Föreningssparbanken. År 2004 stängde Föreningssparbanken kontoret i Söderbärke. Norrbärke sparbank öppnade därefter ett kontor på orten, men det stängde i januari 2012.

## Evenemang
Innan hölls öl-mässan SMÖF, Söderbärke MikroÖlFestival, i idrottshallen årligen i Söderbärke.
Däremot ett årligt evenemang är Bärketrampen som är ett cykellopp på 75 km. Korpen i Söderbärke anordnar motionsloppet där även elcyklar är tillåtna.